# Eurodryas brunnea
Eurodryas brunnea är en fjärilsart som beskrevs av Tutt 1896. Eurodryas brunnea ingår i släktet Eurodryas och familjen praktfjärilar. Inga underarter finns listade i Catalogue of Life.